# Katsuhiro Harada
Katsuhiro Harada (原田 勝弘 (Harada Katsuhiro?); Osaka, 10 giugno 1970) è un autore di videogiochi giapponese, noto per i suoi contributi alla serie picchiaduro Tekken.

## Biografia
Nato a Osaka, è cresciuto nella Prefettura di Nara, prima di trasferirsi a Tokyo. Si è laureato presso Università di Waseda in psicologia. Nello stesso periodo ha conosciuto Tomonobu Itagakie praticato le arti marziali. Dopo gli studi universitari si è unito a Namco.
Nel 2019, Harada è stato promosso a guidare la divisione eSport di videogiochi picchiaduro di Namco Bandai Namco, oltre a essere direttore generale dell'azienda. 

## Doppiaggio
- Marshall Law in Tekken, Tekken 2, Tekken 5, Tekken 5: Dark Resurrection
- Yoshimitsu in Tekken, Tekken 2, Tekken Tag Tournament
- Kunimitsu in Tekken
- Kuma in Hyperdimension Neptunia Victory

## Contributi
- Tekken (1994)
- Tekken 2 (1995)
- Tekken 3 (1997)
- Tekken Tag Tournament (1999)
- Tekken Advance (2001)
- Tekken 4 (2001)
- Tekken 5 (2004)
- Tekken 5: Dark Resurrection (2005)
- Soulcalibur Legends (2007)
- Tekken 6 (2007)
- Tekken 6: Bloodline Rebellion (2008)
- Soulcalibur IV (2008)
- Ace Combat: Assault Horizon (2011)
- Tekken Tag Tournament 2 (2011)
- Project X Zone (2012)
- Street Fighter X Tekken (2012)
- Tekken 3D: Prime Edition (2012)
- PlayStation All-Stars Battle Royale (2012)
- Tekken Revolution (2013)
- Ace Combat Infinity (2014)

- Digimon Story: Cyber Sleuth (2015)
- Tekken 7 (2015)
- Pokkén Tournament (2015)
- Lost Reavers (2015)
- Tekken 7: Fated Retribution (2016)
- Project X Zone 2 (2016)
- Summer Lesson (2016)
- Dark Souls III (2016)
- Pokkén Tournament DX (2017)
- Soulcalibur VI (2018)
- Ni no kuni II: Il destino di un regno (2018)
- My Hero Academia: One Justice (2018)
- God Eater 3 (2018)
- 11-11: Memories Retold (2018)
- The Dark Pictures: Man of Medan (2019)
- Code Vein (2019)
- Ace Combat 7: Skies Unknown (2019)
- Tales of Arise (2021)
- Tekken: Bloodline (2022)
- Tekken 8 (2024)